# Die letzte Heuer
Die letzte Heuer ist ein DDR-Kinofilm von 1951 in dem der Kampf von Seeleuten gegen den Nationalsozialismus in Deutschland geschildert wird. Als Vorlage diente der gleichnamige Roman von Ludwig Turek.

## Handlung
Der Heizer Heini Holler erkrankt 1935 während eines Aufenthalts seines Schiffes in Griechenland. Er mustert ab und meldet sich bei dem örtlichen deutschen Konsulat. Dort schickt man ihn an Bord eines deutschen Dampfers nach Bremerhaven. Er ahnt nicht, dass ihm ein Telegramm an die GeStaPo vorauseilt.
Bei seiner Ankunft wird Holler als „politisch verdächtig“ von der GeStaPo verhaftet. Daraufhin entführen seine Kameraden den Konsul als Geisel auf eine Schmuggleryacht. Durch diese Solidaritätsaktion wird mit Hilfe der Internationalen Seemannsgewerkschaft Hollers Ausreise in die Sowjetunion möglich.

## Produktion und Veröffentlichung
Der Film entstand im Atelier Berlin-Johannisthal mit Außenaufnahmen von der Ostsee. Kurz nach Beginn der Produktion 1951 übernahm Ernst Wilhelm Fiedler die Regie von Hans Heinrich, der wegen Spionageverdachts verhaftet worden war. Für die Bauten waren Artur Günther und Wilhelm Depenau zuständig, die Produktionsleitung lag in den Händen von Eduard Kubat.
Die Kinopremiere war am 12. April 1951 in den Berliner Kinos Babylon und DEFA-Filmtheater Kastanienallee. Die Fernseh-Erstausstrahlung erfolgte im Programm des Deutschen Fernsehfunks am Freitag, den 25. September 1953.

## Kritiken
Das Lexikon des internationalen Films schreibt:

„Spannende Unterhaltung mit Ansätzen zur atmosphärischen Dichte. Störend wirken vor allem die offensichtlichen Pappkulissen der in Südfrankreich spielenden Episoden.“

In der Neuen Zeit bemerkte Ro.:

„Manche entbehrliche Zutat, manche äußerlichen Effekte beeinträchtigen den positiven Gesamteindruck. So das mißliche zweimalige Auftauchen eines Revolvers, so der in Seemannsfilmen offenbar unvermeidliche Sturm auf hoher See inklusive des dazugehörigen ‚Mann über Bord‘, so die grelle, lärmende Musik. Die Kamera bevorzugt unverhältnismäßig die Großaufnahme und verwischt dadurch die Akzente der Handlung.“

## Auszeichnungen
Unter anderem für die Regiearbeit bei diesem Film erhielt Fiedler 1951 den Nationalpreis der DDR III. Klasse für Kunst und Literatur.